# Ariana Afghan Airlines
A Ariana Afghan Airlines (em pastó: د آريانا افغان هوايي شرکت) também conhecida como Ariana, é a transportadora aérea de bandeira e a maior companhia aérea do Afeganistão. Fundada em 1955, a Ariana é a companhia aérea mais antiga do país e é uma empresa estatal. A companhia tem seu hub principal no Aeroporto Internacional de Cabul, a partir do qual em 2021 operava voos domésticos e conexões internacionais para destinos na China, Índia, Paquistão, Rússia, Arábia Saudita, Turquia, e os Emirados Árabes Unidos. A empresa está sediada no distrito de Shahr-e Naw em Cabul. A Ariana Afghan Airlines está incluída na lista de companhias áereas proibidas na União Europeia desde outubro de 2006.

## História

### Primeiros anos

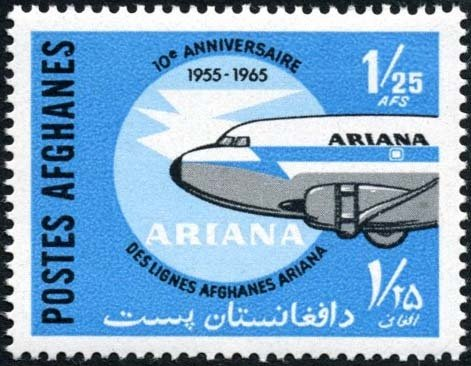
Selo postal do Afeganistão de 1965 comemorativo do 10.º aniversário de Ariana

A companhia aérea foi fundada em 27 de janeiro de 1955. Foi estabelecida como "Aryana Airlines" com a assistência da "Indamer Co. Ltd.", que inicialmente tinha uma participação de 49%, e o governo do Afeganistão era o proprietário das finanças. No início, foram operados voos para o Bahrain, Índia, Irã, e Líbano, com uma frota de três Douglas DC-3. Em 1957, a Pan American World Airways tornou-se a acionista minoritária da companhia aérea quando assumiu os 49% de participação da Indamer. Os voos domésticos regulares começaram ainda no mesmo ano. Em abril de 1960, a frota de três DC-3 estava sendo usada para conectar Cabul com Amritsar, Délhi, Gidá, e Carachi, bem como com alguns pontos dentro do Afeganistão, enquanto um único DC-4 operava a rota Cabul–Candaar–Teerã–Damasco–Beirute–Ancara–Praga–Frankfurt, na chamada rota "Marco Polo". No início dos anos 1960, US$ 1,1 milhões (equivalente a US$ 10 milhões em 2021) de ajuda americana para o Afeganistão foram utilizados para capitalizar a empresa.
Em março de 1970, a companhia aérea possuía 650 funcionários. Nessa época, a frota era composta por um Boeing 727-100C, um CV-440, um DC-3 e dois Douglas DC-6 que realizavam as rotas servindo o Oriente Médio, Índia, Paquistão, a URSS, Istambul, Frankfurt, e Londres. Os serviços domésticos eram operados pela Bakhtar Alwatana, que foi estabelecida pelo governo em 1967 para esta finalidade.

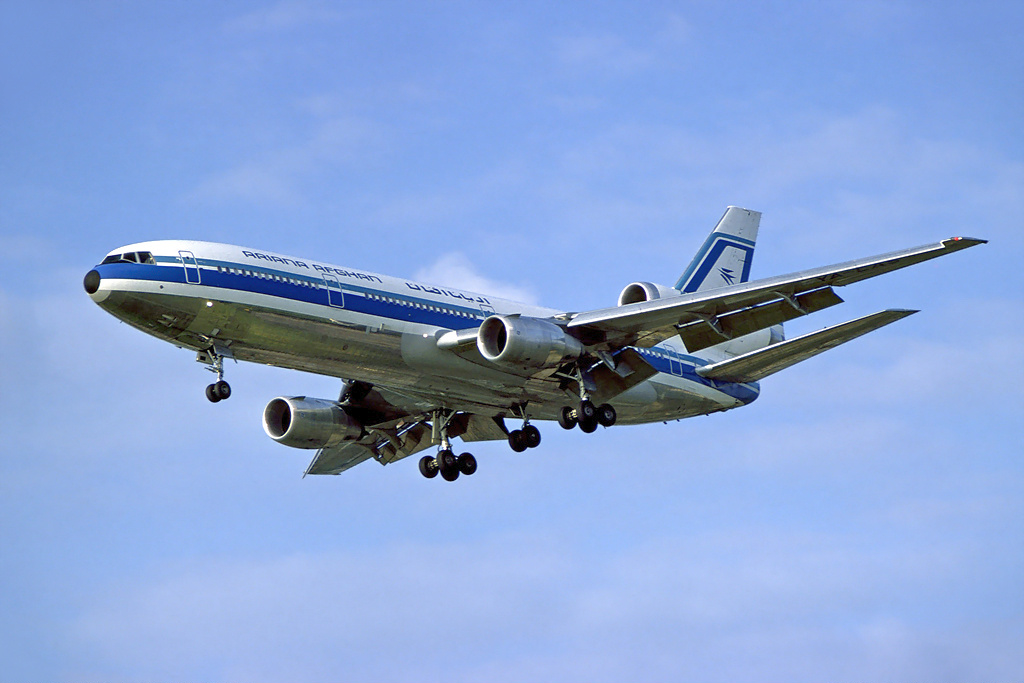
Um DC-10-30 da Ariana Afghan Airlines é visto em aproximação do Aeroporto de Londres Heathrow em 1980. Durante sua história, a companhia aérea operou uma única aeronave do tipo que foi vendida na metade dos anos 1980, após a invasão soviética do Afeganistão.

A primeira aeronave de fuselagem larga da companhia, um McDonnell Douglas DC-10-30, entrou na frota no início de outubro de 1979. Em março de 1985, a frota de aeronaves consistia no DC-10 e dois Boeing 727-100C. Na metade dos anos 1980, durante a Guerra Soviética-Afegã, a companhia foi forçada a vender o DC-10 para a British Caledonian, pois os soviéticos queriam que a companhia operasse o Tupolev Tu-154 como um substituto. Em outubro de 1985, a Ariana foi adqurida pela Bakhtar Afghan Airlines, que se tornou a nova companhia aérea nacional do país. Em 1986, a Bakhtar encomendou dois Tupolev Tu-154M; a companhia aérea tomou posse dessas aeronaves em abril de 1987. Em fevereiro de 1988, a Bakhtar foi separada novamente para Ariana, criando assim uma companhia aérea que poderia servir tanto rotas de curto como de longo curso.

### Crise operacional

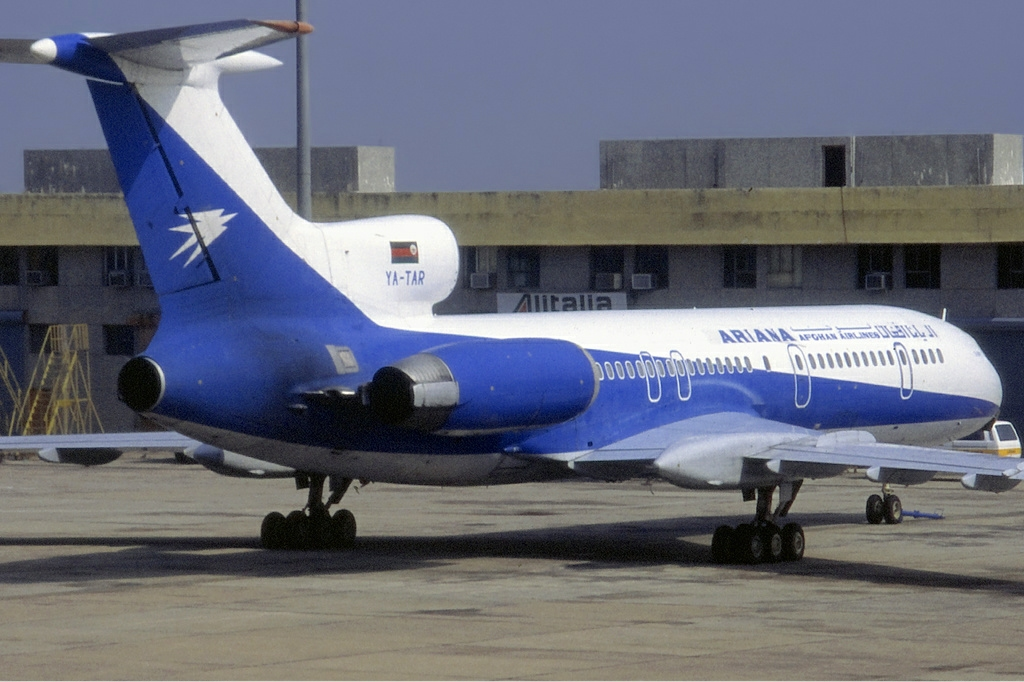
Um Tupolev Tu-154M da Ariana Afghan Airlines no Aeroporto Internacional Indira Gandhi em 1992.

Após a tomada de Cabul pelo Talibã em 1996 e a proclamação do Emirado Islâmico do Afeganistão, o país enfrentou sanções econômicas substanciais por parte do exterior durante o regime Talibã. As sanções, juntamente com o controle da empresa pelo governo Talibã e a paralisação de muitos dos voos internacionais da companhia aérea, tiveram um efeito devastador sobre a saúde financeira da companhia durante os anos 1990. A frota foi reduzida a apenas um punhado de alguns An-26 e Yakovlev Yak-40, construídos na Rússia e Ucrânia, e três Boeing 727, que foram usadas nas rotas domésticas mais longas. Em outubro de 1996, o Paquistão forneceu uma instalação de manutenção temporária e uma base operacional em Carachi. Sem ativos no exterior, em 1999 as operações internacionais da Ariana consistiam apenas em voos para Dubai; também, limitados voos cargueiros para as províncias ocidentais da China foram continuados. Entretanto, as sanções impostas pela Resolução 1267 do Conselho de Segurança das Nações Unidas em novembro de 1999 forçou a companhia aérea a suspender todas suas operações no exterior. Em novembro de 2001, a Ariana foi aterrada completamente.
De acordo com o Los Angeles Times:

Com a benção do Talibã, Bin Laden efetivamente havia sequestrado a Ariana, a compania áerea nacional civil do Afeganistão. Por quatro anos, de acordo com ex-assistentes dos EUA e oficiais afegãos exilados, os voos de passageiros e charter da Ariana transportavam militantes islâmicos, armas, dinheiro e ópio através dos Emirados Árabes Unidos e Paquistão. Os membros da rede terrorista Al-Qaeda de Bin Laden receberam uma falsa identificação de funcionário da Ariana que lhes permitia acesso gratuito aos aeroportos do Oriente Médio.
De acordo com pessoas entrevistadas pelo Los Angeles Times, empresas de Viktor Bout ajudavam na administração da companhia aérea.

### Século XXI

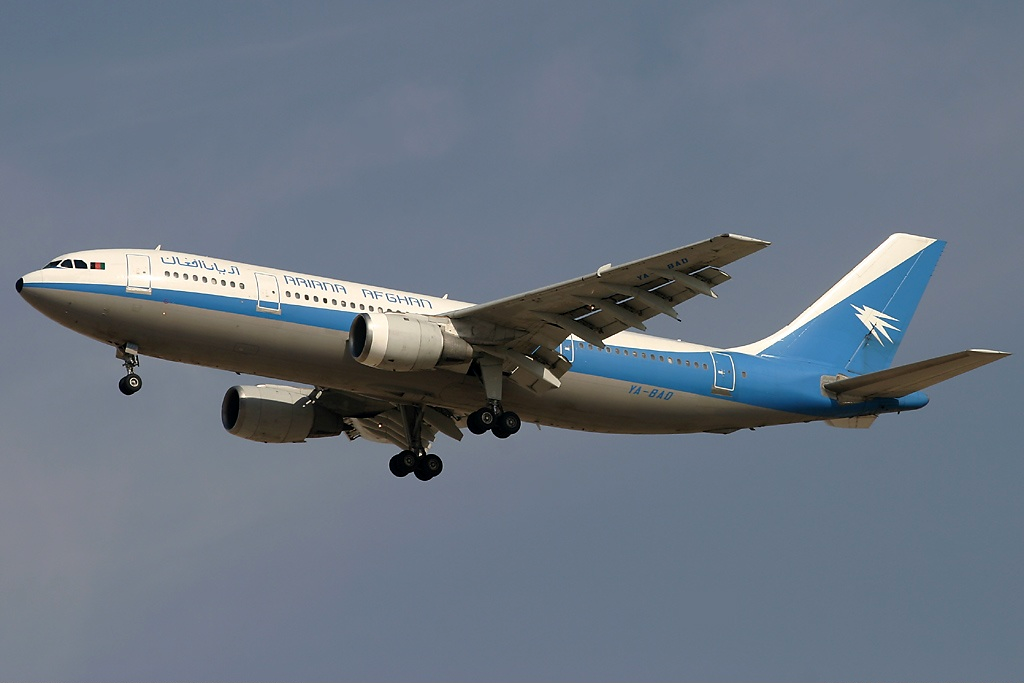
Um Airbus A300B4-200 da Ariana Afghan Airlines é visto se aproximando do Aeroporto Internacional de Dubai em 2004. Com o prefixo YA-BAD esta aeronave foi perdida como resultado de uma saída de pista no Aeroporto de Istambul Atatürk em março de 2007.

Após a derrubada do governo Talibã durante a Operação Liberdade Duradoura, a Ariana começou a reiniciar suas operações em dezembro de 2001. Cerca de um mês depois, as sanções da ONU foram finalmente abolidas, permitindo a companhia aérea a retornar as rotas internacionais novamente. Em 2002, o Governo da Índia deu à companhia áerea um presente de três Airbus A300 anteriormente operados pela Air India. O primeiro voo internacional de passageiros da Ariana desde 1999 pousou no Aeroporto Internacional Indira Gandhi em janeiro de 2002, seguido por rotas para o Paquistão e Alemanha em junho e outubro do mesmo ano, respectivamente. Em 2005, a Índia assinou um acordo de cooperação em aviação com o Afeganistão, com a Air India treinando 50 funcionários para Ariana.
Todos os voos comerciais foram cancelados após o Talibã ocupar a capital e cidade de Cabul em 2021. Os voos domésticos foram retomados em setembro.

#### Banimento da União Europeia
Devido às normas de segurança, Ariana foi em sua maioria, proibida de voar no espaço aéreo da União Europeia em março de 2006, com a Comissão Europeia permitindo à companhia aérea voar apenas um único Airbus A310 registrado na França e seus estados membros; o banimento foi estendido para a frota inteira em outubro daquele ano. O banimento foi confirmado em subsequentes atualizações da lista publicadas no final de 2009 e março de 2010. Em novembro de 2010, todas as aeronaves registradas no Afeganistão foram proibidas de operar na União Europeia. A Ariana ainda estava incluída na lista em junho de 2022.

## Destinos
Em julho de 2021, a Ariana Afghan Airlines servia três destinos domésticos e sete destinos internacionais na Rússia, Turquia, Arábia Saudita, os Emirados Árabes Unidos, Índia e China; a maioria delas originárias de Cabul.

## Frota

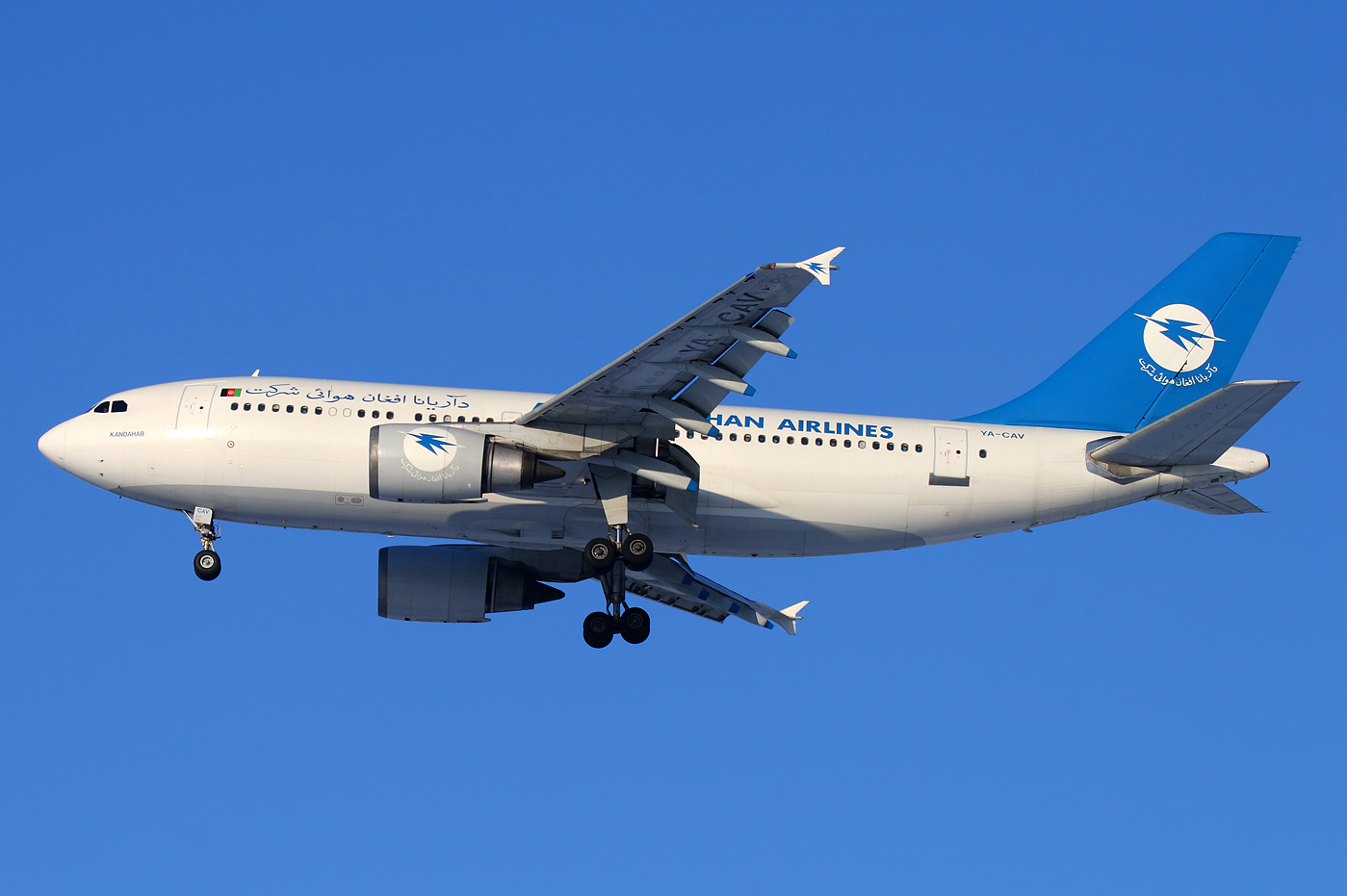
Airbus A310-300 da Ariana Afghan Airlines

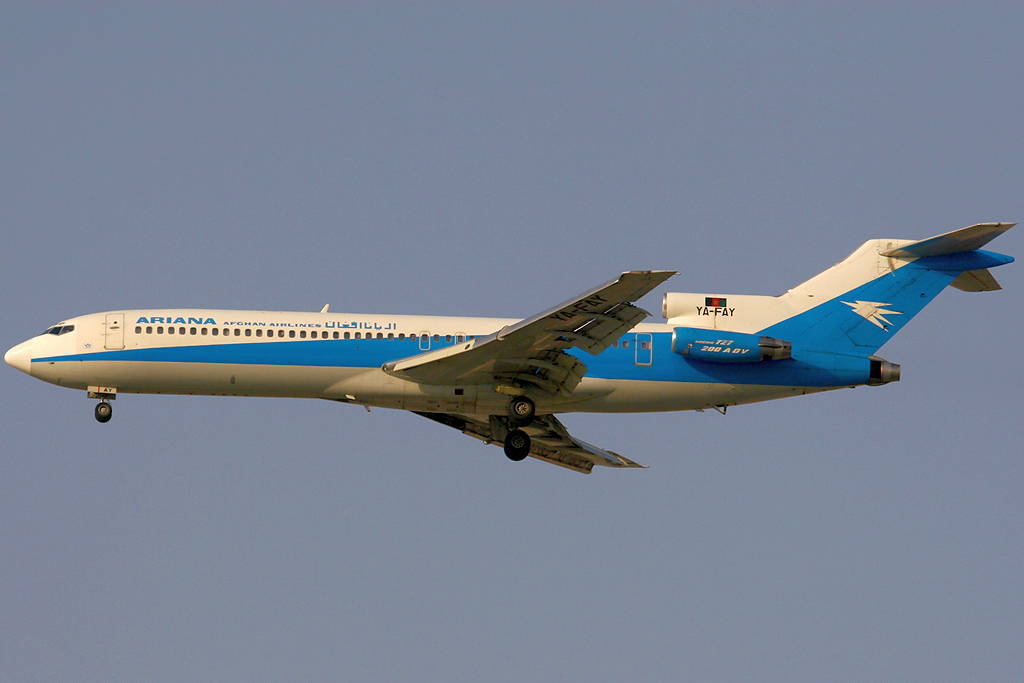
Boeing 727-200 Advanced aposentado da Ariana Afghan Airlines

### Frota atual
Em setembro de 2022, a frota da Ariana Afghan Airlines consistia nas seguintes aeronaves:
| Aeronave        | Na frota | Encomendas | Passageiros  | Passageiros  | Passageiros  | Notas |
| Aeronave        | Na frota | Encomendas | C            | Y            | Total        | Notas |
| --------------- | -------- | ---------- | ------------ | ------------ | ------------ | ----- |
| Airbus A310-300 | 1        | —          | —            | 237          | 237          |       |
| Boeing 737-400  | 2        | —          | 8            | 134          | 142          |       |
| Boeing 737-500  | 1        | —          | Desconhecido | Desconhecido | Desconhecido |       |
| Total           | 4        | —          |              |              |              |       |

### Frota histórica
A Ariana operou os seguintes modelos de aeronaves durante sua história:
- Airbus A300B4
- Airbus A310-200
- Airbus A320-200[52]
- Airbus A321-100
- Antonov An-12BP
- Antonov An-12T
- Antonov An-24
- Antonov An-24B
- Antonov An-24RV
- Antonov An-26
- Antonov An-26B
- Boeing 707-120B
- Boeing 707-320C
- Boeing 720B
- Boeing 727-100C[14]
- Boeing 727-200
- Boeing 727-200F
- Boeing 737-300
- Boeing 737-800
- Boeing 747-200B
- Boeing 757-200
- Convair CV-440
- Douglas C-47
- Douglas C-47A
- Douglas DC-4
- Douglas C-54B
- Douglas C-54G
- Douglas DC-6A
- McDonnell Douglas DC-10-30[17]
- Tupolev Tu-134
- Tupolev Tu-154B
- Tupolev Tu-154M
- Yakovlev Yak-40

## Acidentes e incidentes
De acordo com o Aviation Safety Network, até outubro de 2012 a Ariana Afghan Airlines perdeu 19 aeronaves envolvidas em 13 acidentes e incidentes, sendo sete deles com mortes. O número total de vítimas fatais foi de 154. A lista a seguir inclui ocorrências que levaram a pelo menos uma fatalidade, resultando na perda total da aeronave envolvida, ou de ambas.